# Antony Noghès

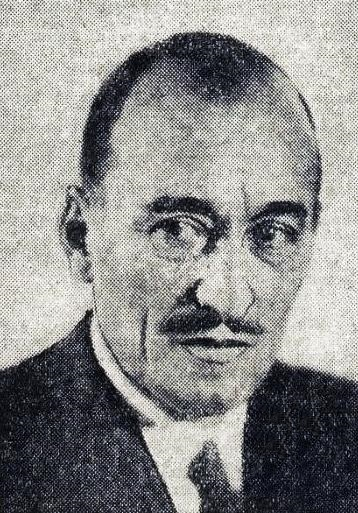
Antony Noghès en 1935.

Antony Noghès (13 de septiembre de 1890, Mónaco - 2 de agosto de 1978), fue presidente del Automobile Club de Monaco entre 1940 y 1953, creador del Gran Premio de Mónaco y del Rally de Montecarlo. En la actualidad la curva número 19 del circuito de Mónaco lleva su nombre. Su padre fue Alexandre Noghès, también presidente del Club de Monaco y su hijo fue el jugador de tenis, Alexandre Athenase Noghès, quien también fue el primer esposo de la princesa Antonieta de Mónaco, la hermana de Raniero III. 

## Biografía
En 1911 el hijo del presidente del Club Sport Velocipèdique et Automobile de Monaco, Antony Noghès, para atraer a los turistas a la ciudad durante el invierno, decidió organizar el primer Rally de Montecarlo. En esa primera edición partieron veinte participantes desde diferentes puntos de Europa teniendo como meta la ciudad de Montecarlo. Para decidir el vencedor se realizó una suma de puntos en función del tiempo empleado y otros factores menos objetivos como el estado del vehículo, número de ocupantes, etc. Tras dos días de deliberaciones del jurado se otorgó la victoria al francés Henri Rougier, por lo que el alemán Von Esmach que había llegado primero y ni siquiera estaba entre los cinco primeros, reclamó la decisión del jurado, lo que causó gran revuelo y dio publicidad al rally para la segunda edición.
La tercera edición no fue hasta 1924 en la que Noghès, presentó un reglamento más claro y mejorado. La inscripción en esta ocasión fue baja y se organizó una prueba de velocidad no válida para la clasificación final a la que se apuntaron todos los participantes.
En 1925 se organizó una carrera en cuesta a la Turbie con pruebas de habilidad, aceleración, frenada, cambios de rueda, etc. En la década de los años '30 se realizó una prueba de velocidad donde actualmente se disputa el Gran Premio de Mónaco de Fórmula 1, sin embargo el reglamento no dejó de alimentar polémicas por su falta de claridad. Con todo, el Montecarlo se consolidaba.
El primer Gran Premio de Mónaco se disputó en 1929. La victoria se la adjudicó el piloto inglés William Grover, con un Bugatti, motor de ocho cilindros en línea y 2,2 litros. Al año siguiente, la prueba se repitió y los pilotos comprobaron de forma clara las dificultades y la dureza de este trazado, solo 6 de los 17 que salieron llegaron a la meta.